# Ouratea mexicana
Ouratea mexicana är en tvåhjärtbladig växtart som först beskrevs av Alexander von Humboldt och Bonpl., och fick sitt nu gällande namn av Adolf Engler. Ouratea mexicana ingår i släktet Ouratea och familjen Ochnaceae. Inga underarter finns listade i Catalogue of Life.